# مسجد سیدنا علی

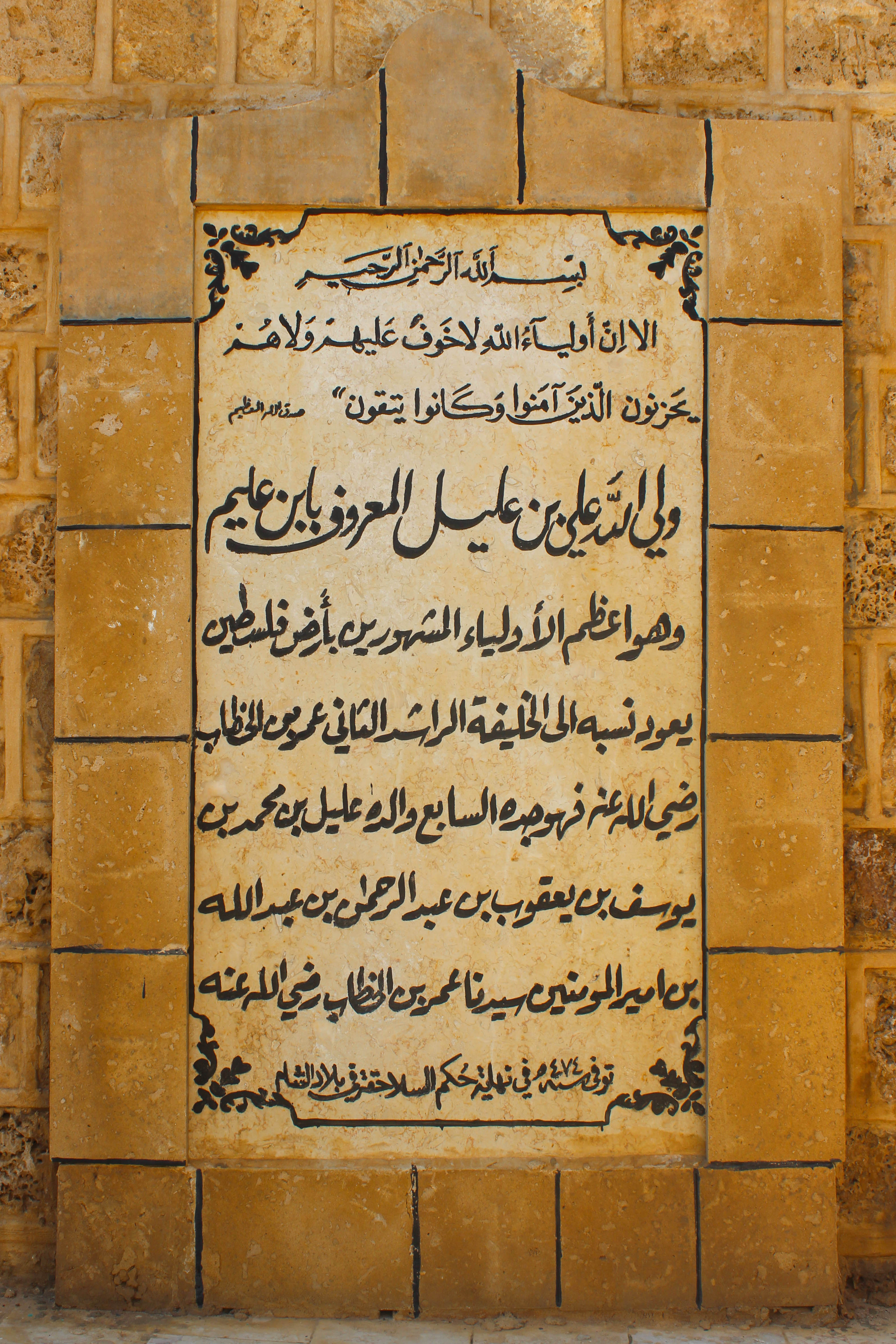
کتیبه ذکر علی بن علیم

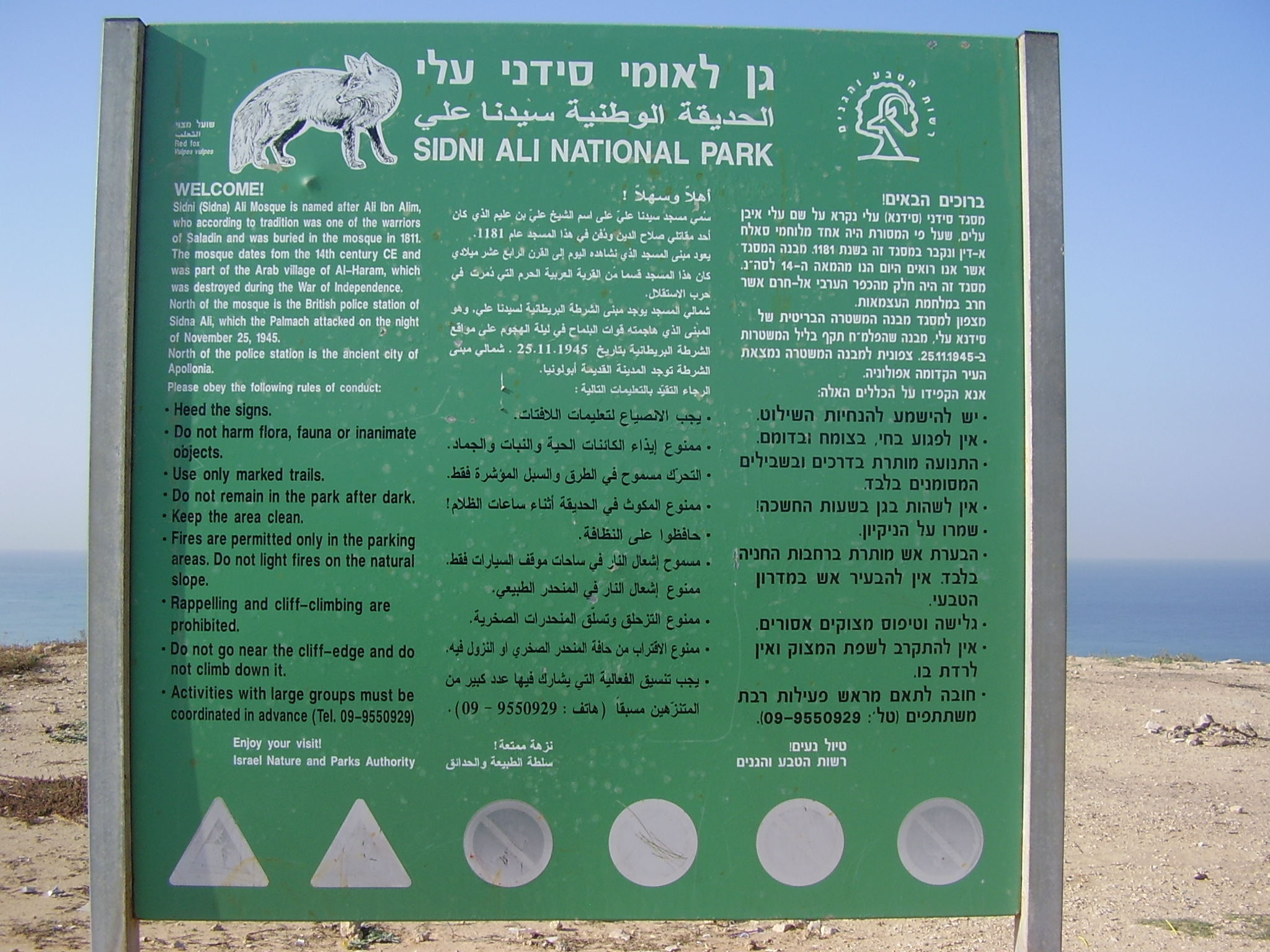
تبدیل صحن مسجد به پارک حیات وحش

مسجد سیدنا علی (به عبری: מסגד סידנא עלי) در شهر قدیمی هرتزلیا واقع است.

## وصف صاحب حرم
علی بن علی، معروف به ابن علیم نام و نسبت کامل او چنین است: ابوالحسن علی بن علی بن محمد بن یوسف بن یعقوب بن عبدالرحمن، یکی از اولیای معروف شامات است. با وجود اینکه ابن علیم را از عرفای مشهور قرون نخستین اسلامی می‌دانند و از او با القاب و القاب بلندی چون «سلطان الاولیاء»، «قدوه العارفین»، «سید اهل الطرقة المحقین» یاد شده است."، اما اطلاعات از احوال و زندگی او محدود و بر اساس گزارشی مختصر و مختصر که در کتاب الانس الجلیل آمده است. مؤلف الانس الجلیل معتقد است که شرح زندگانی او به دلیل محبوبیتش نیازی به تعریف طولانی و مفصل ندارد.
به هر حال با توجه به آنچه از ایشان نقل شده، به نظر می‌رسد که او هم مورد قبول عام و هم خاص بوده و مورد توجه همه اقشار و طبقات جامعه بوده است، تا جایی که حتی خارجی‌ها نیز او را بزرگ می‌دانند. .
او عمر خود را در فلسطین گذراند و سرانجام در دوازدهم ربیع الاول سال ۴۷۴ هجری قمری در همان سرزمین درگذشت   و در روستای حرم - ظاهراً به افتخار او «حرام» نامیده شد - به خاک سپرده شد. این روستا که «روستای سیدناعلی» نیز نامیده می‌شود، یکی از بخش‌های قلقیلیه است و در هجده کیلومتری شمال یافا در ساحل دریا و نزدیک ارسف قرار دارد.
بسیاری از اولاد ابن علیم از علما و بزرگان فلسطین شدند. چند خانواده از روستای حمامه از ولایات غزه و از روستای عباسیه از ولایات یافا با او خویشاوندی داشتند و از اولاد او محسوب می‌شدند. از آن جمله می‌توان به خانواده «کلابیه» اشاره کرد که در روستای حمامه زندگی می‌کنند.

### مراسمات
از دیرباز، همه ساله در تابستان مراسم و مناسک مذهبی بر سر مزار او برپا می‌شد. در این هنگام هیاتهایی از دور و نزدیک به زیارت قبر وی رفته و در آنجا ضمن زیارت قبر شیخ و انجام مراسم خاص، نذوراتی نیز تقدیم می‌کردند.
این مسجد امروز هم وجود دارد و فلسطینی ها همیشه برای اقامه نماز به ویژه جمعه ها، برای برگزاری مراسم جمعه در آن و برای حفظ هویت مکان و نماد آن که بر حضور اعراب فلسطینی تاکید دارد، به آنجا می روند.

## تاریحچه
پس از وفات ابن علیم قبر او به قبر مخصوص و عمومی تبدیل شد؛ چنان‌که ظاهر بیبَرس بُندُقداری پس از فتح یافا و ارسف در سال ۶۶۳ هجری قمری، قبر او را زیارت کرد و نذورات و وقفاتی برای آن معین کرد.
ابوالعون شمس الدین محمد قاضی (متوفی ۹۱۰ هجری قمری، عارف معروف قرن نهم قمری، بین سال‌های ۸۸۶ تا ۸۹۰ هجری قمری، قبر و مقبره ابن علیم را تعمیر و بازسازی کرد و به آن نظم و ترتیب داد و بر روی قبر. ضریحی که تا آن زمان چوبی بود، سنگ مرمر گذاشت و علاوه بر آن، در صحن مسجد مجاور مقبره شیخ چاه آبی حفر کرد و پشت ایوان، در جهت غرب مسجد، برجی ساخت.
در سال ۱۹۲۱ شمسی در آن روستا در نزدیکی مقبره شیخ مدرسه ای برای تحصیل طلاب علوم دینی تأسیس شد. اما در سال ۱۹۴۸ میلادی صهیونیست‌ها آن روستا را اشغال کردند و پس از بیرون راندن مردم آن را تخریب کردند و به احتمال زیاد مقبره ابن علیم نیز در این حمله ویران شد.

### آتش‌سوزی
این مسجد از گذشته مورد حملات متعددی قرار گرفته که آخرین مورد در ۲ فوریه ۲۰۲۳ میلادی بود. افراد ناشناس یحتمل شهرک نشینان افراطی کوکتل مولوتف به مسجد انداختند که باعث صدمه به سقف مسجد شد.